# 劉槃
劉槃（1417年—？），字克用，河南開封府鈞州新鄭縣人，明朝政治人物。進士出身。

## 生平
河南鄉試第二十九名。天順元年（1457年）丁丑科會試第一百九十五名，殿試登進士第二甲第四十五名。

## 家族
曾祖父劉順。祖父劉銘。父亲劉源，曾任知縣。